# Kapelle St. Anna (Vals)

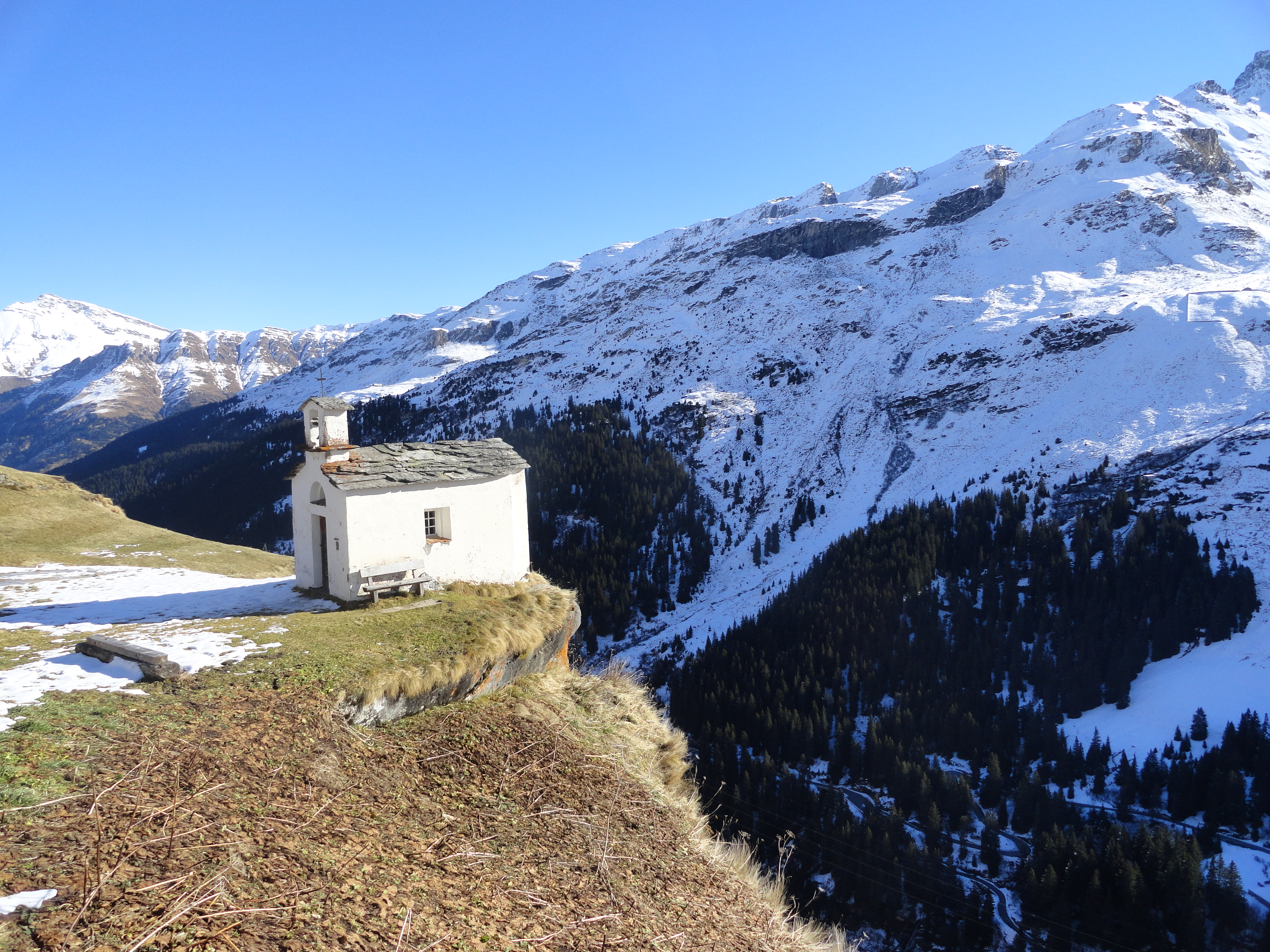
Ansicht von Westen

Die Kapelle St. Anna steht nördlich oberhalb der Staumauer des Zervreilasees bei Vals im schweizerischen Kanton Graubünden.

## Lage
Die Kapelle gehört zur kleinen Siedlung Frunt, die früher ganzjährig bewohnt war. Der Name Frunt leitet sich ab vom romanischen Wort frunt für Stirn und bezieht sich auf die Lage der Siedlung vorne an der Kante der Terrasse. Die sieben Gebäude stehen 130 Meter oberhalb des Stausees auf einer Felsterrasse auf einer Höhe von 1990 Metern über Meer. Die Kapelle St. Anna steht unmittelbar an der Felskante.

## Bau
Die Kapelle wurde 1754 erbaut. Sie ist 3,6 Meter lang, 1,9 Meter breit und mit Steinplatten gedeckt. Im bogengewölbten Bau steht ein einfacher Stuckaltar mit einem Bild der Heilige Sippe. Neben dem Eingang hängt ein Erinnerungskreuz an einen Mathias Berne (1864–1890).
Im offenen Glockenjoch auf dem westlichen Giebel hängt eine Glocke, die 1761 von Anton Brandenberger aus Zug  gegossen wurde. Sie trägt die Inschrift «AVE MARIA GRATIA PLENA DOMINUS TECUM 1761. AUS DEM FEUR FLOSS ICH A.B.B. AUS ZUG GOS MICH»
Am 30. Juli 2016 schlug ein Blitz in die Kapelle ein und zerstörte das Altarbild und den Innenraum. Diese Schäden sind mittlerweile behoben.

## Bilder

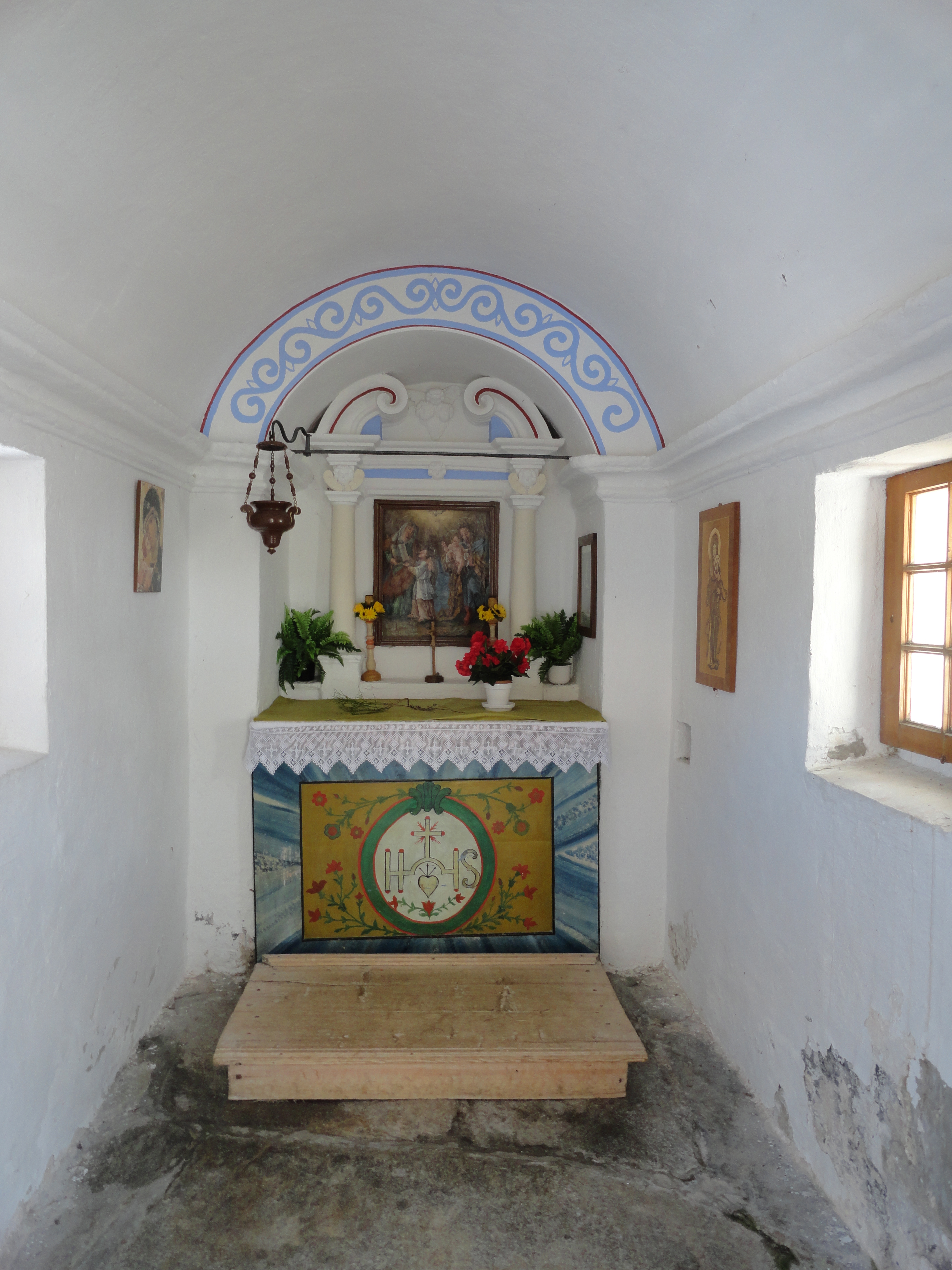
Innenraum
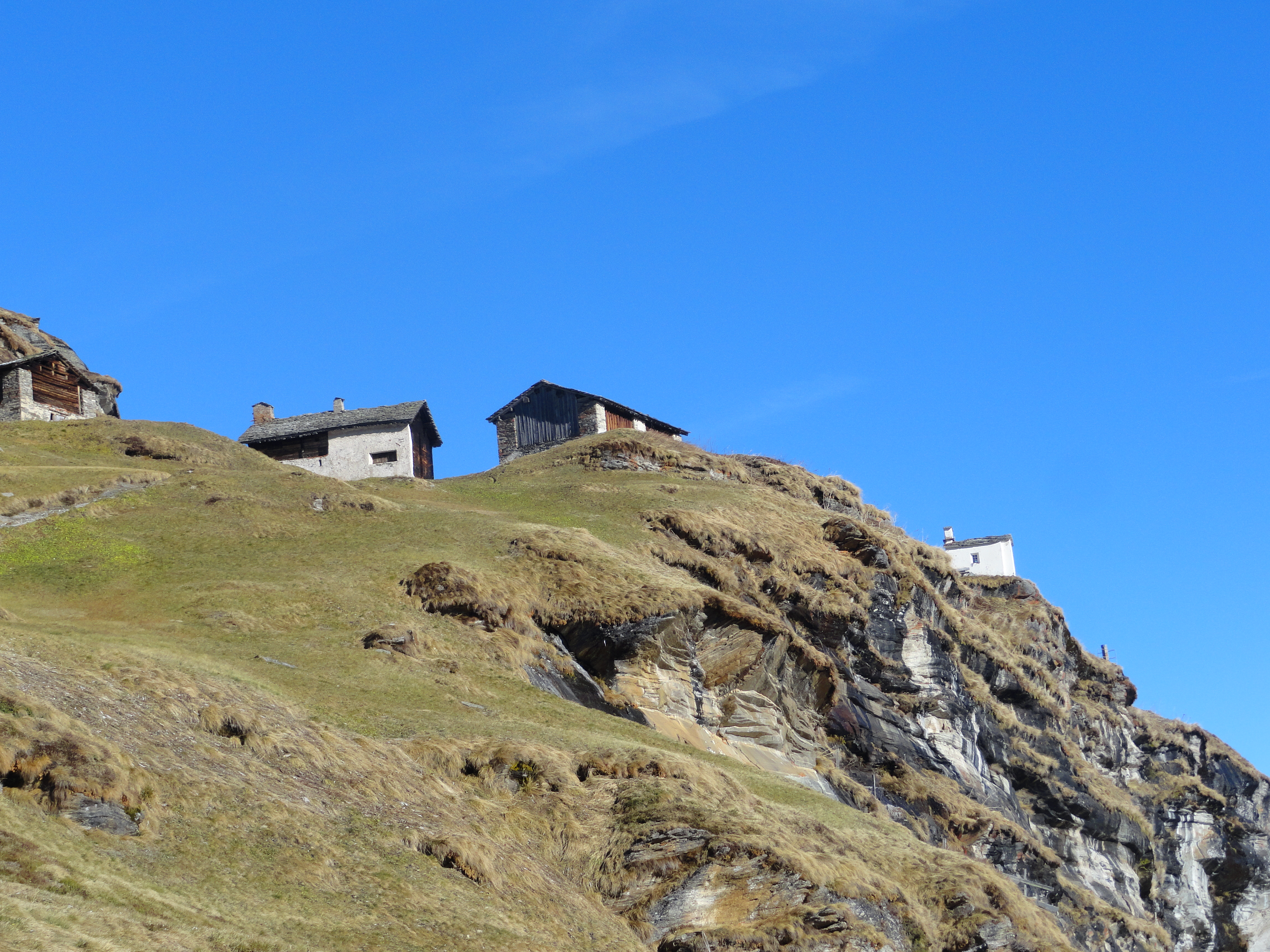
Siedlung Frunt und Kapelle
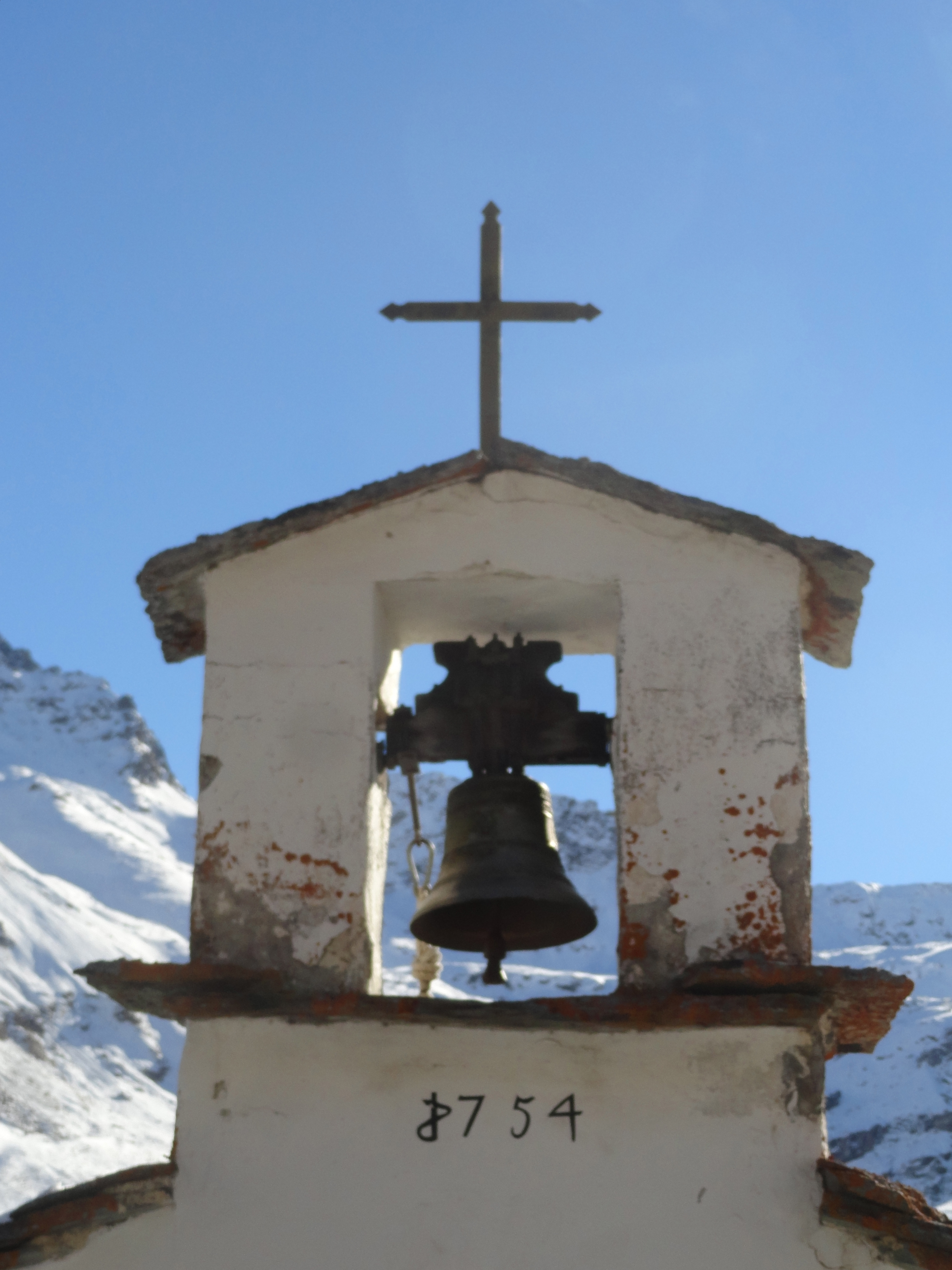
Glockenjoch